# مشکل تجملاتی
| بررسی انتقادی            | بررسی انتقادی |
| منبع                     | رتبه‌بندی      |
| ------------------------ | ------------- |
| آل‌میوزیک                 | [ ۱ ]         |
| رابرت کریستگاو           | [ ۲ ]         |
| دانشنامه موسیقی عامه‌پسند | [ ۳ ]         |

مشکل تجملاتی (به انگلیسی: Luxury Problem) آلبوم استودیویی از گروهٔ موسیقی پانک راک آمریکایی لوناچیکس می‌باشد که در ۸ ژوئن سال ۱۹۹۹ از سوی گو-کارت منتشر گردید.